# Simply Wonderful
〈Simply Wonderful〉(심플리 원더풀)는 2000년 9월 27일에 발매된, 일본의 여성 가수 쿠라키 마이의 5번째 싱글이다.

## 개요
〈Simply Wonderful〉는 ‘좋은 것은 좋다’라는 의미로 사용되고 있다. 사우드프로듀스는 페리 게이어가 맡았다.
이 싱글은 더블 듀엣 싱글로 양A면 싱글 같은 형태로 발매됐다. 양A면 싱글이라면, 통상은 다른 악곡 2곡이 양방 A면이 되는 것에 대해서, 이 싱글은 동일한 악곡의 다른 버전 2개가 A면이라는 듯한 취급이 되고 있었다(그 결과, 오리콘 차트에 나란히 《CDTV》 등에서는 〈Simply Wonderful(Club Edit)/Simply Wonderful(Radio Edit)〉라는 표기가 됐다). 다만, 실질적으로는 Club Edit가 리믹스, Radio Edit가 오리지널 버전과 같은 취급이 되고 있다.
2번째 음반 《Perfect Crime》에는 커플링곡인 〈think about〉가 수록되었다. 〈Simply Wonderful〉는 오랜기간 음반에 미수록되었지만, 베스트 음반 《Wish You The Best》에 Radio Edit가 수록되었다.
누계매상은 60만장.

## 수록곡
1. Simply Wonderful (Club Edit) (4:24)
  - 작사: 쿠라키 마이, 작곡: 오노 아이카, 편곡: Cybersound

앨범 미수록
2. Simply Wonderful (Radio Edit) (3:53)
  - 작사: 쿠라키 마이, 작곡: 오노 아이카, 편곡: Cybersound

이 곡이 실질적인 오리지널 버전(A면)으로 되어있다.
3. think about (4:42)
  - 작사: 쿠라키 마이, 작곡 · 편곡: YOKO Black. Stone

YOKO Black. Stone의 가이드곡에 쿠라키가 가사를 붙여서 제작되었다.
4. Baby I Like (Turn Me On Mix) (5:44)
  - Mark Kamins, Joey Moskowitz에 의한 리미크

전미 데뷔 싱글 〈Baby I Like〉의 리믹스.
5. Simply Wonderful (Club Edit) (Instrumental)
6. Simply Wonderful (Radio Edit) (Instrumental)

## 참가 음악가
- 쿠라키 마이: 코러스
- 마이클 어프릭: 코러스(#1,2), 키보드
- 오노 아이카: 코러스 (#2)
- YOKO Black. Stone: 코러스 (#3)
- 페리 게이어: 프로그래밍
- 미구엘 사 페소아: 키보드

## 수록 음반
- Perfect Crime (#3)
- Wish You The Best (#2)
- ALL MY BEST (#2)